# 列圖·薛基拿
雷托·齐格勒（法語：Reto Ziegler，1986年1月16日—），是一名瑞士足球運動員，司職中場及後衛，曾效力意甲祖雲達斯球隊，此子曾效力如熱刺、漢堡、韋根、森多利亞等球會。

## 連結
- Ziegler's profile on Sampdoria's official website （页面存档备份，存于）
- 足球数据库：Reto Ziegler的球员统计数据